# Haus des Deutschen Ostens

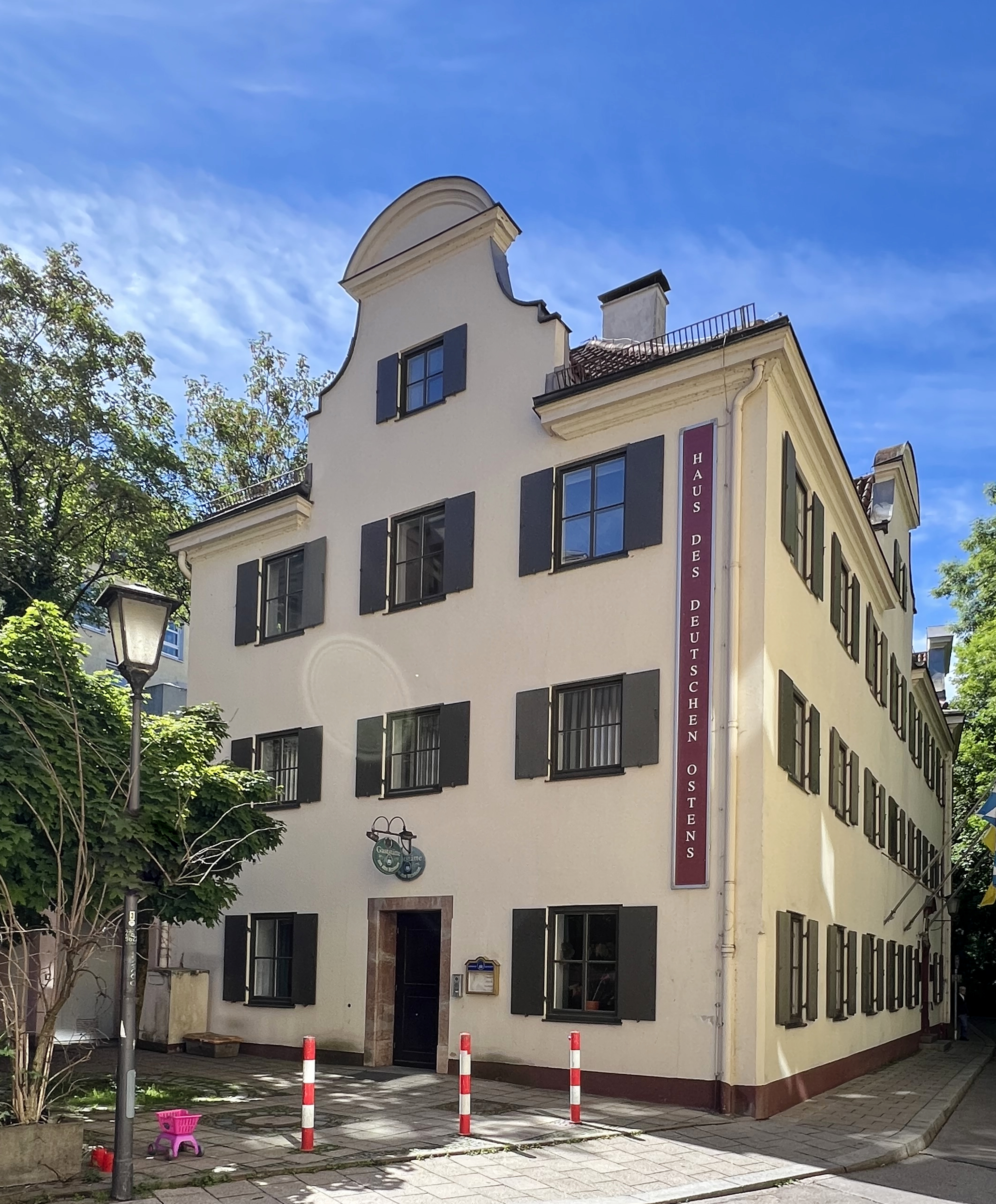
Haus des Deutschen Ostens

Das Haus des Deutschen Ostens (HDO) ist eine Einrichtung des Freistaats Bayern in München und dient der Pflege und Weiterentwicklung des Kulturerbes der Deutschen aus Mittel- und Osteuropa. Es wurde am 24. September 1970 von Alfons Goppel, dem  Ministerpräsidenten von Bayern, eröffnet.

## Verwaltung
Das Haus des Deutschen Ostens ist eine nicht rechtsfähige öffentliche Anstalt, die dem Bayerischen Staatsministerium für Arbeit und Soziales, Familie und Integration nachgeordnet ist. Es wird von einem Direktor geleitet (u. a. Horst Kühnel bis 2001, von 2002 bis 2012 Ortfried Kotzian). Ein Beirat, bestehend aus zwanzig Persönlichkeiten des kulturellen, wirtschaftlichen und politischen Lebens, unterstützt den Direktor in seiner Arbeit. Seit dem 1. Mai 2013 ist Andreas Otto Weber Direktor des Hauses des Deutschen Ostens.

## Aufgaben
Die Einrichtung erfüllt verschiedene Aufgaben im Rahmen des Bundesvertriebenengesetzes.
Das HDO soll
- den Beitrag der früheren deutschen Siedlungsgebiete Ost- und Südosteuropas zur deutschen Kultur pflegen und fortentwickeln
- eine Brückenfunktion für das Verhältnis des Freistaates Bayern zu Ost- und Südosteuropa wahrnehmen
- deutsche Minderheiten in ihren Heimatländern beim Erhalt ihrer kulturellen Identität unterstützen
- Veranstaltungen durchführen
- die Vermittlung von Kenntnissen über Ost- und Südosteuropa im Bildungsbereich fördern
- entsprechende Verbände, Einrichtungen und Einzelmaßnahmen im In- und Ausland unterstützen

### § 96 BVFG
In der „Bekanntmachung des Bayerischen Staatsministeriums für Arbeit und Sozialordnung, Familie und Frauen vom 15. November 2006 Az.: V 3/6047-4/1/06“ ist in  bei drei von sechs Aufgaben der § 96 BVFG angeführt:
- „als Kultur-, Bildungs- und Begegnungseinrichtung im Sinn des § 96 des Bundesvertriebenengesetzes (BVFG) den Beitrag der früheren deutschen Staats- und Siedlungsgebiete im Osten und Südosten Europas zur gemeinsamen deutschen Kultur zu pflegen und fortzuentwickeln,“
- „Veranstaltungen gemäß § 96 BVFG selbst oder in Zusammenarbeit mit anderen Veranstaltungsträgern durchzuführen,“
- „als Fördereinrichtung Verbände, Einrichtungen und Einzelmaßnahmen nach § 96 BVFG im In- und Ausland zu unterstützen.“

## Bibliothek
Das HDO besitzt eine öffentliche Bibliothek zur Geschichte und Gegenwart der deutschen Siedlungsgebiete in Mittel-, Ost- und Südosteuropa. Die Bibliothek hat einen Bestand von 80.000 Bänden.

## Sonstiges
Das HDO dient als Begegnungsstätte für circa 120 Gruppierungen. Dafür stehen Tagungsräume und die nichtöffentliche Gaststätte Zum Alten Bezirksamt zur Verfügung. Der Verein der Förderer des Hauses des Deutschen Ostens München e. V. unterstützt die kulturelle Arbeit des HDO finanziell.